# Ministério Público no Brasil
O Ministério Público (MP) é uma instituição permanente, essencial à função jurisdicional do Estado, incumbindo-lhe a defesa da ordem jurídica, do regime democrático e dos interesses sociais e individuais indisponíveis (art. 127, CF/88).

## Histórico
Há controvérsias ao se determinar o exato surgimento da instituição Ministério Público na história humana. Alguns autores remontam ao Egito Antigo, na figura do Magiaí, que era um funcionário do rei e dentre suas várias funções estava a de aplicar castigos a rebeldes, proteger cidadãos pacíficos, dar assistência a órfãos e viúvas entre outras. Outros estudiosos citam diversos tipos de funcionários da Roma antiga. No entanto, a teoria mais aceita é a do surgimento na França, no século XIV, na ordenação de 25 de março de 1302, do reinado de Felipe IV (Felipe, o Belo), na qual os chamados procuradores do rei “deveriam prestar o mesmo juramento do juízo com fim de patrocinarem as causas do rei”. Todavia foi durante o governo de Napoleão que o Ministério Público tomou cunho de Instituição.
O Ministério Público brasileiro remonta suas origens históricas às Ordenações Afonsinas lusitanas. No Império, em que pese não haver menção à instituição em sua Constituição, previa-se seu cargo de chefia - Procurador-Geral -, e referências na legislação, como a Lei do Ventre Livre. Nesta lei, se atribuía ao Promotor a função de proteção dos filhos libertos dos escravos.
O MP somente foi ser tratado enquanto instituição própria com o Decreto n. 848 de 1890. A partir de então, já na República, o prestígio do Ministério Público cresceu significativamente. Já era previsto enquanto uma instituição na Constituição de 1934, e assim perdurou durante todas as cartas republicanas, com a exceção da de 1937. Durante este período, sua topografia na organização dos poderes variou. Durante a vigência da Constituição de 1934, 1946 e a atual, o MP é tido como uma instituição autônoma. Já na Constituição de 1967, figura como integrante do Poder Judiciário e, em sua emenda de 1969, como parte do Poder Executivo.

### Formalização na Constituição Federal de 1988
Até a Constituição Federal de 1988, o Ministério Público detinha atribuições relativas às várias funções essenciais à Justiça, exercendo com quase exclusividade a função de Ombudsman. Em outras palavras, o sistema se dividia entre o ministério público e o ministério privado (ou Advocacia Privada, na qual se incluía a Defensoria Pública). Assim, o órgão cumulava as atribuições de promover a ação penal, representar juridicamente o Estado e mesmo a defesa dos hipossuficientes.
Entretanto, o processo de redemocratização do Brasil passou a demandar progressivamente mais do órgão, bem como reivindicava uma maior fiscalização do Estado.
Assim, sob pressão de alguns setores da sociedade, a Constituição Federal de 1988 superou esse modelo, distribuindo as diversas funções entre as Funções Essenciais à Justiça, em seus artigos 127 a 135. Tais funções ostentam elevado grau de independência dos demais poderes, tendo como responsabilidade precípua o livre trânsito e fiscalização de seu funcionamento, remetendo-se a ramificações do clássico instituto do Ombudsman. Constituem subdivisões do que se convencionou chamar de advocacia lato sensu.
Nesse sistema, o ministério público em sentido amplo passou a se dividir em três:
- Procuratura da sociedade: Ministério Público em sentido estrito (artigos 127 a 130-A da Constituição);
- Procuratura do Estado: Advocacia Pública (artigos 131 e 132 da Constituição);
- Procuratura dos hipossuficientes: Defensoria Pública (artigos 134 e 135 da Constituição).[3]

A Advocacia Privada seguiu como procuratura de interesses privados, conforme o art. 133 da Constituição.
Neste sentido, o Ministério Público enquanto órgão ficou encarregado de promover, privativamente, a ação penal pública; zelar pelo efetivo respeito dos Poderes Públicos e dos serviços de relevância pública aos direitos assegurados na Constituição, promovendo as medidas necessárias a sua garantia; promover o inquérito civil e a ação civil pública, para a proteção do patrimônio público e social, do meio ambiente e de outros interesses difusos e coletivos, dentre outras atribuições.
A Advocacia Pública ficou encarregada pela representação e fiscalização jurídicas do Estado e zelo pelo patrimônio público, o que lhe atrai as mais inúmeras funções. É enxergada, por alguns autores, como um marco divisório limitativo dos interesses políticos dentro da Administração Pública, ou, ainda, a função responsável por impor os limites entre o Governo (temporário e movido por ideologias partidárias) e o Estado (entidade permanente e regida pelo Direito). Assim é que cabe aos procuradores públicos a proteção do Estado contra terceiros e contra o próprio Governo, não permitindo que questões políticas tragam gravames ilícitos ao Estado.
A Defensoria Pública, por sua vez, ficou incumbida da defesa de grupos financeiramente e organizacionalmente hipossuficientes (consumidor, idoso, criança e adolescente, mulheres vítimas de violência), legitimando a Defensoria para o ajuizamento de ações civis públicas em prol do interesse desses grupos.

## Composição
O Ministério Público (MP) brasileiro é composto pelo Ministério Público da União e pelos Ministérios Públicos dos Estados.

### Ministério Público da União
No Brasil, o Ministério Público da União (MPU) é composto por:
- Ministério Público Federal (MPF);
- Ministério Público do Trabalho (MPT);
- Ministério Público Militar (MPM);
- Ministério Público do Distrito Federal e dos Territórios (MPDFT).

Pode-se notar que a organização do MPU compreende não só o MPF, que atua junto aos Tribunais Superiores e à Justiça Federal (comum), mas também o que age perante aos ramos especializados do Poder Judiciário no Brasil, ou seja, a Justiça do Trabalho e a Justiça Militar, além do MPDFT.
É regulamentado pela Constituição Federal de 1988 e pela Lei Orgânica do Ministério Público da União (Lei Complementar 75/1993). 
Desde a fundação do MPU em 1951, é chefiado pelo Procurador-Geral da República (PGR), cargo que já existia antes.

### Ministério Público Estadual

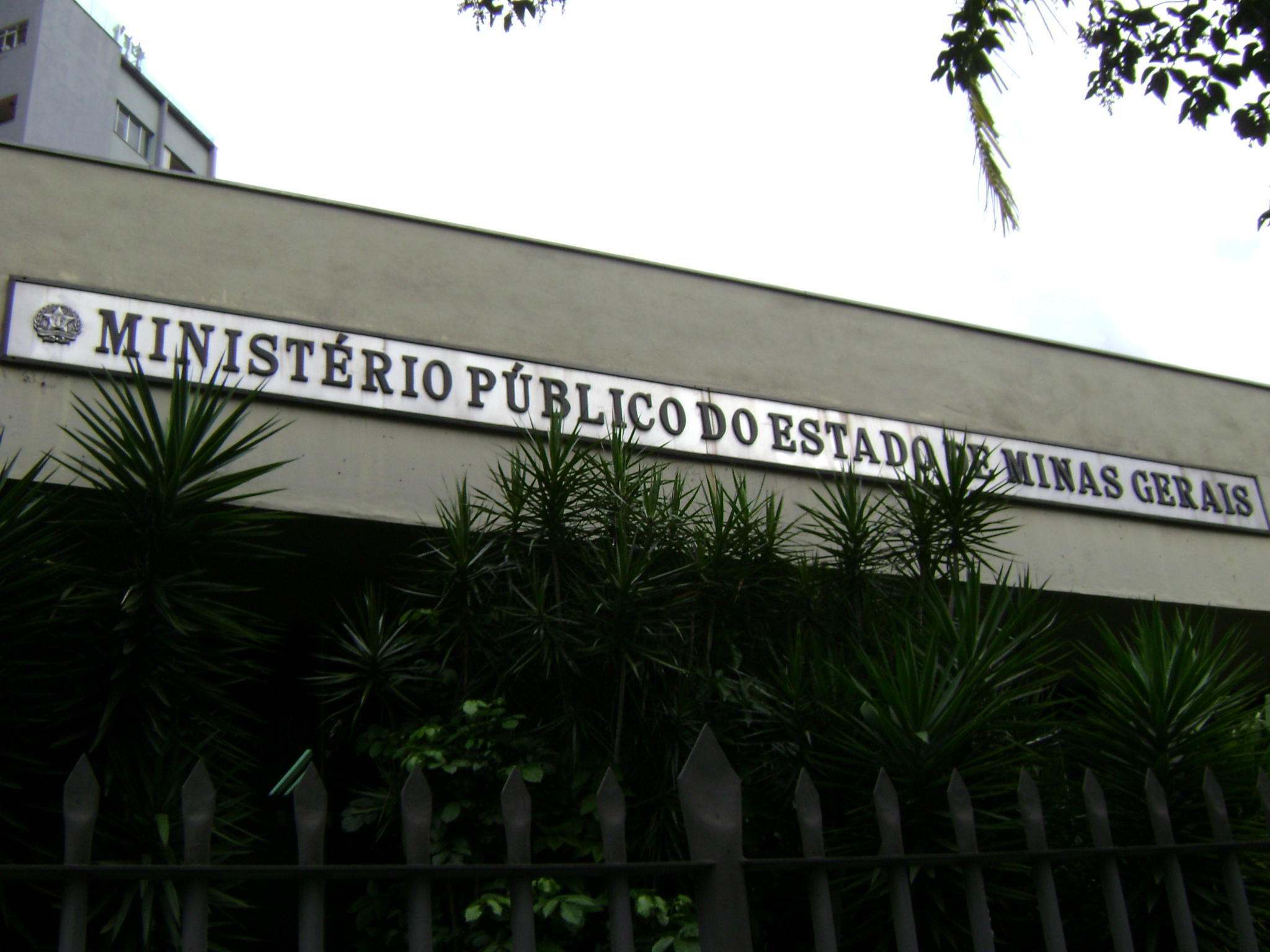
Ministério Público do Estado de Minas Gerais, em Belo Horizonte.

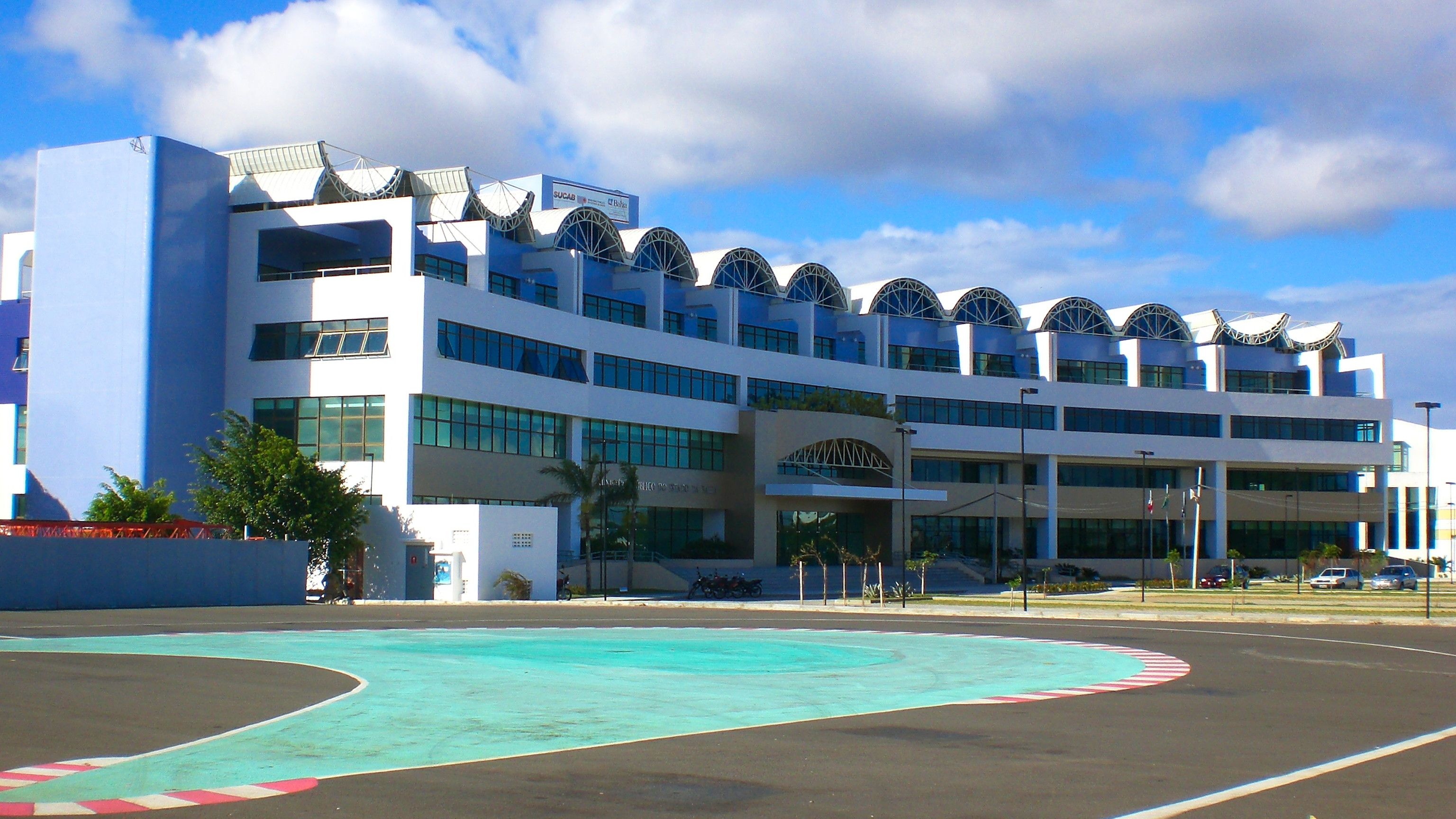
Ed. Sede do Ministério Público da Bahia, em Salvador-BA.

O Ministério Público dos Estados tem os seguintes órgãos de Administração Superior:
- Procuradoria Geral de Justiça;
- Colégio de Procuradores de Justiça;
- Conselho Superior do Ministério Público;
- Corregedoria-Geral do Ministério Público.

Conta, ainda, com os seguintes órgãos de Execução:
- Procurador-Geral de Justiça;
- Procuradores de Justiça;
- Promotores de Justiça.

### Conselho Nacional do Ministério Público
A partir da Emenda Constitucional nº 45, foi constituído o Conselho Nacional do Ministério Público, formado pelo Procurador-geral da República; quatro membros do Ministério Público da União; três membros do Ministério Público dos Estados; dois juízes, indicados um pelo Supremo Tribunal Federal e outro pelo Superior Tribunal de Justiça; dois advogados, indicados pelo Conselho Federal da Ordem dos Advogados do Brasil; dois cidadãos de notável saber jurídico e reputação ilibada, indicados um pela Câmara dos Deputados e outro pelo Senado Federal.

## Regramento
No plano infraconstitucional, o MP se encontra regulamentada pelas Leis Ordinária nº 8.625/1993 (Lei Orgânica Nacional do Ministério Público), Lei Complementar nº 75/1993 (Lei Orgânica do Ministério Público da União) e, no âmbito estadual, por suas respectivas Leis Orgânicas, em face da repartição de competências legislativas definida pela Constituição da República (artigos 24, §3º, e 128, § 5º).
São princípios institucionais do Ministério Público a unidade, a indivisibilidade e a independência funcional.
Segundo o art. 129 da Constituição Federal são funções institucionais do Ministério Público:
- promover, privativamente, a ação penal pública;
- zelar pelo efetivo respeito dos Poderes Públicos e dos serviços de relevância pública aos direitos assegurados na Constituição, promovendo as medidas necessárias a sua garantia;
- promover o inquérito civil e a ação civil pública, para a proteção do patrimônio público e social, do meio ambiente e de outros interesses difusos e coletivos;
- promover a ação de inconstitucionalidade ou representação para fins de intervenção da União e dos Estados, nos casos previstos nesta Constituição;
- defender judicialmente os direitos e interesses das populações indígenas;
- expedir notificações nos procedimentos administrativos de sua competência, requisitando informações e documentos para instruí-los;
- exercer o controle externo da atividade policial.
- requisitar diligências investigatórias e a instauração de inquérito policial, indicados os fundamentos jurídicos de suas manifestações processuais;
- exercer outras funções que lhe forem conferidas, desde que compatíveis com sua finalidade, sendo-lhe vedada a representação judicial e a consultoria jurídica de entidades públicas.

Constitucionalmente, o Ministério Público tem assegurada autonomia funcional e administrativa, podendo, observado o disposto no art. 169, propor, ao Poder Legislativo, a criação e a extinção de seus cargos e serviços auxiliares, provendo-os por concurso público de provas ou de provas e títulos, a política remuneratória, os planos de carreira, bem como a sua proposta orçamentária dentro dos limites estabelecidos na lei de diretrizes orçamentárias.
A chefia dos Ministérios Públicos dos Estados é exercida pelo Procurador-Geral de Justiça. Os integrantes da carreira elaboram uma lista tríplice, na forma da Lei Orgânica respectiva, a qual é submetida ao Governador do Estado. O escolhido assume um mandato de dois anos, permitida uma recondução.
Os seus membros gozam das seguintes garantias:
1. vitaliciedade, após dois anos de exercício, não podendo perder o cargo senão por sentença judicial transitada em julgado;
2. inamovibilidade, salvo por motivo de interesse público, mediante decisão do órgão colegiado competente do Ministério Público, pelo voto da maioria absoluta de seus membros, assegurada ampla defesa;
3. irredutibilidade de subsídio, salvo os casos previstos em Lei.

Também estão sujeitos às seguintes vedações:
1. receber, a qualquer título e sob qualquer pretexto, honorários, percentagens ou custas processuais;
2. exercer a advocacia;
3. participar de sociedade comercial;
4. exercer, ainda que em disponibilidade, qualquer outra função pública, salvo uma de magistério;
5. exercer atividade político-partidária;
6. receber, a qualquer título ou pretexto, auxílios ou contribuições de pessoas físicas, entidades públicas ou privadas, ressalvadas as exceções previstas em lei.

O ingresso na carreira do Ministério Público se dá mediante concurso público de provas e títulos, assegurada a participação da Ordem dos Advogados do Brasil em sua realização, exigindo-se do bacharel em direito, no mínimo, três anos de atividade jurídica e observando-se, nas nomeações, a ordem de classificação.
As Promotorias de Justiça são órgãos de administração do MP, com pelo menos um cargo de promotor de justiça. Elas podem ser judiciais ou extrajudiciais, gerais, cumulativas ou especiais, que tratam exclusivamente de assuntos específicos, como os direitos da defesa da criança e do adolescente, do meio ambiente, patrimônio público e outros.
Os promotores e procuradores devem ser bacharéis em direito, com no mínimo 3 anos de prática jurídica. O ingresso no MP é feito por concurso público de provas e títulos. 
Comumente há um confusão entre as atividades exercidas de promotores e de procuradores. Enquanto o promotor atua no primeiro grau de jurisdição Estadual (varas cíveis, criminais e outras), o procurador atua na Justiça Federal, bem como no segundo grau das justiças estaduais (tribunais e câmaras cíveis e criminais) e nos tribunais superiores.
No Ministério Público Federal e no Ministério Público do Trabalho os membros que atuam no primeiro grau de jurisdição são também denominados Procuradores: Procuradores da República e Procuradores do Trabalho, respectivamente. Ao atuarem no segundo grau de jurisdição, os membros passam a chamar-se Procuradores Regionais. Depois de Procurador Regional, os membros ainda podem ser promovidos ao cargo de Subprocurador-Geral, caso em que são designados para atuar junto aos Tribunais Superiores.

## Atuação

### Atuação no processo penal
O Ministério Público é, na forma do art. 129, I, da Constituição de 1988, titular exclusivo da ação penal pública. Isto significa que cabe ao Ministério Público, e somente a ele, ajuizar a maioria das ações penais com o fim de impor sanções, tal como reclusão, detenção e multa.

### Atuação no processo civil
O novo Código de Processo Civil (Lei n. 13.105/2015), ao disciplinar a atuação do representante do Ministério Público (arts. 176 a 181), trouxe algumas alterações em relação ao diploma de 1973, prevendo expressamente o duplo papel do órgão ministerial, quais sejam, órgão agente e interveniente.
O artigo 127 da Constituição Federal de 1988 estabelece os parâmetros da atuação do Parquet, tanto no âmbito judicial como extrajudicial, sempre balizada em virtude dos interesses sociais ou individuais indisponíveis.
Como órgão agente, o Parquet atua propondo a ação, cabendo-lhe os mesmos poderes e ônus que às partes, ainda que, por sua especial condição e pela relevância dos interesses que apresenta, sejam-lhe conferidas algumas prerrogativas, tais como a intimação pessoal e a ampliação de prazos processuais (art. 180, CPC/2015).
Já como órgão interveniente, preconizam os arts. 178 e 179 do CPC/2015 que o Ministério Público intervirá, como fiscal da lei, nas causas em que se manifestar o interesse público ou social, aquilo, que, nas palavras de Alessi, “transcendendo o caráter individual e não se confundindo tampouco com os interesses da Administração Pública em si mesma, assume dimensão coletiva, geral em sua repercussão, envolvendo sociedade e Estado a um só tempo”. Atuará de tal maneira em decorrência da qualidade especial assumida por uma das partes, ou em decorrência da natureza da lide. Para tanto, o MP emite pareceres em processos judiciais e participa de sessões de julgamento no âmbito da Justiça. Por isso, múltiplos são os casos de intervenção previstos tanto no CPC – causas em que há interesses de incapazes e  litígios coletivos pela posse de terra rural ou urbana – quanto na legislação esparsa, como nos casos de mandado de segurança, acidente do trabalho, registros públicos, ação popular, etc.
Sua posição é apenas a de verificar, com base na legislação, se o pedido feito ao juiz merece ou não ser atendido. A relação processual é tríade: juiz numa ponta, autor e réu nas outras duas. Na função de custos, o MP funciona como o olhar da sociedade sobre essa relação, para garantia, inclusive, da imparcialidade do julgador. O que caracteriza a figura do custos legis é uma circunstância completamente alheia ao direito processual: ele não é vinculado a nenhum dos interesses da causa.
Enquanto autores como Dinamarco sustentam que conserva o Ministério Público a qualidade de parte em qualquer das modalidades de sua atuação processual, não faltam, por outro lado, aqueles que negam dita condição quando órgão interveniente. Toda essa controvérsia é compreensível à medida que a própria noção de parte é objeto de acerbas disputas em torno de seu preciso significado. Admitindo-se como parte aquele que recorre a todos os meios previstos em lei para fazer valer o interesse de que é titular, o Ministério Público é sim parte no processo, qualquer que seja a modalidade de sua intervenção, pois vinculado à defesa de interesse específico e não coincidente, de modo imediato, com os interesses particulares em litígio.

#### Intervenção no processo civil
O Ministério Público é colocado entre as funções essenciais à justiça, exercendo sua função por numerosos órgãos, tais como o Ministério Público Federal (MPF), Ministério Público do Trabalho (MPT), Ministério Público do Distrito Federal e dos Territórios (MPDFT) e os Ministérios Públicos estaduais. A intervenção do órgão no processo civil é regulamentada pelos artigos 177 e 181 do Código de Processo Civil (CPC).
O Ministério Público pode agir como parte, uma vez que o artigo 129 da Constituição Federal lhe concede o direito a promover inquérito civil e a ação civil pública, considerando interesses difusos e coletivos. Pode, também, realizar ações ex delicto, em locais onde a Defensoria Pública estiver ausente, conforme decisão do Supremo Tribunal Federal (STF). Por conseguinte, o Superior Tribunal de Justiça (STJ) decidiu que o Ministério Público, assim como a Fazenda Pública, não responde por honorários advocatícios quando vencido em um processo, e nem o recebe quando torna-se-á vencedor de uma ação.

### Atuação na defesa dos direitos humanos e do cidadão
A Constituição de 1988, conferiu ao Ministério Público, em seu art. 129 II, a função de "zelar pelo efetivo respeito dos poderes públicos e dos serviços de relevância pública aos direitos assegurados nesta Constituição, promovendo as medidas necessárias a sua garantia".
No âmbito Federal esta função é exercida no Ministério Público Federal pela Procuradoria Federal dos Direitos do Cidadão (PFDC), a qual exerce função similar a de Ombudsman em outros países. E nos estados às Procuradorias Regionais dos Direitos do Cidadão.
À Procuradoria Federal dos Direitos do Cidadão cabe dialogar e interagir com órgãos de Estado, organismos nacionais e internacionais e representantes da sociedade civil, persuadindo os poderes públicos para a proteção e defesa dos direitos individuais indisponíveis, coletivos e difusos – tais como dignidade, liberdade, igualdade, saúde, educação, assistência social, acessibilidade, acesso à justiça, direito à informação e livre expressão, reforma agrária, moradia adequada, não discriminação, alimentação adequada, dentre outros.
A despeito do anteprojeto de Constituição da Comissão Affonso Arinos, que previu um Defensor do Povo apartado do Ministério Público, a Constituição promulgada em 1988 delegou as funções de defensor do povo ao Ministério Público.

## Salários
Um levantamento realizado pelo jornal O Estado de S.Paulo apontou que quase metade dos procuradores dos ministérios públicos estaduais recebem acima do teto constitucional, com salários mensais de até R$200 mil. Em alguns estados da federação, cerca de três quartos dos procuradores recebiam acima do teto. Questionados, os ministérios negam qualquer irregularidade.